# 四季歌 (马路天使)
四季歌，是中国电影《马路天使》的主题歌之一，由贺绿汀作曲，田汉作词，周璇首次演唱于1937年。该曲改编自苏州民歌《哭七七》，周璇因此曲而一举成名。

## 歌词
春季到来绿满窗

大姑娘窗下绣鸳鸯

忽然一阵无情棒

打得鸳鸯各一方

夏季到来柳丝长

大姑娘漂泊到长江

江南江北风光好

怎及青纱起高粱

秋季到来荷花香

大姑娘夜夜梦家乡

醒来不见爹娘面

只见窗前明月光

冬季到来雪茫茫

寒衣做好送情郎

血肉筑出长城长

侬愿做当年小孟姜